# Elizabeth C. Crosby
Elizabeth Caroline Crosby (Petersburg, 25 de octubre de 1888 – Birmingham, 18 de julio de 1983) fue una neuroanatomista estadounidense. En 1979, el presidente Jimmy Carter le impuso la Medalla Nacional de Ciencia por «sus contribuiciones sobresalientes a la neuroanatomía comparativa y humana y por la síntesis y transmisión del conocimiento de todo el sistema nervioso de la filo de vertebrados». Sus «descripciones cuidadosas» de cerebros de vertebrados —especialmente reptiles— ayudaron a «trazar la historia evolutiva» y su trabajo como asistente de diagnóstico clínico para neurocirujanos dio lugar a «la correlación de anatomía y cirugía».

## Educación y carrera
Se graduó del Adrian College con una licenciatura de Ciencias Matemáticas en 1910. Influenciada por el profesor de física y química Elmer Jones, asistió a la Universidad de Chicago bajo la tutela de C. Judson Herrick y recibió su maestría en Ciencias Biológicas en 1912 y luego su PhD en anatomía en 1915 mediante una beca. En 1920, aceptó un puesto de profesor en el Departamento de Anatomía de la Universidad de Míchigan bajo la dirección de G. Carl Huber; sus clases incluyeron histología y neuroanatomía, y, estando allí, contribuyó significativamente a The Comparative Anatomy of the Nervous System of Vertebrates (1936).
Aunque no tenía una formación médica, se convirtió en la primera mujer en impartir cátedra completa en la escuela de medicina de la Universidad de Míchigan en 1936, y la primera en recibir el Premio al Mérito de la Facultad de la Universidad, en 1956. Con el tiempo se convirtió en profesora emérita de Anatomía y Consultora de Neurocirugía antes de salir de Míchigan hacia Alabama en 1963, donde una vez más se convirtió en profesora emérita de Anatomía. Fue conmemorada en el Salón de la Fama de las mujeres de Alabama en 1987.
Otras distinciones y premios incluyen:
- 1926. el Premio Solis, de la Universidad de Míchigan;[2]
- 1946. la cátedra Henry Russell de la Universidad de Míchigan;[2]
- 1950. el Premio al Mérito de la American Association of University Women;[2][7]
- 1957. el premio Elizabeth C. Crosby a la mejor enseñanza preclínica establecida por la Sociedad de Galenos de la escuela de medicina de la Universidad de Míchigan;[2]
- 1970. el doctorado honorario en Ciencias por la Universidad de Míchigan;[2]
- 1972. el Premio Henry Gray de la Asociación Estadounidense de Anatomistas;[2] y,
- 1980. profesora distinguida de la Facultad de la Universidad de Alabama en Birmingham.[3]

## Obras
- Crosby, Elizabeth Caroline; Kappers, Cornelius Ubbo Ariëns; Huber, G Carl (1936). The Comparative Anatomy of the Nervous System of Vertebrates, including Man (en inglés). I y II. Nueva York: Hafner Publishing Company. OCLC 560551865.
- Crosby, Elizabeth Caroline (1962). Correlative Anatomy of the Nervous System (en inglés). Nueva York: Macmillan. OCLC 557246.

### Otras fuentes
- Hill, Whitley. «Quiet pioneer». Medicine at Michigan (en inglés). Universidad de Míchigan. Archivado desde el original el 3 de abril de 2015. Consultado el 11 de julio de 2013.

- Datos: Q5362507